# Álex López Laz
Alejandro López Laz (La Laguna, Santa Cruz de Tenerife, 8 de mayo de 1991), más conocido como Álex López, es un jugador de baloncesto profesional de nacionalidad española que juega en las filas del Club Baloncesto Lucentum Alicante de la Liga LEB Oro. Mide 1,88 m y ocupa la posición de escolta.

## Biografía
Formado en el colegio Nuryana de La Laguna, llegó como júnior al CB Gran Canaria previo paso por la cantera del Tenerife Club de Baloncesto. Alejandro debutó de la mano de Pedro Martínez en ACB (jugó un minuto en la pista del Assignia Manresa) y en Eurocup en el ejercicio 2009-10 (disputó cuatro minutos ante el Sluc Nancy en el CID, aportando un punto y una asistencia), promedió 11,3 puntos, 4,7 rebotes, 2,3 asistencias, 2,7 recuperaciones y 12,2 de valoración durante la temporada 2009-10 en liga EBA.
En febrero de 2011 el canterano del Gran Canaria 2014, quien estaba cedido en el UB La Palma, se incorpora a la dinámica de trabajo del conjunto de Pedro Martínez hasta final de temporada. El jugador será el relevo de Sitapha Savané -lesionado-, ya que el holandés Roeland Schaftenaar, incorporado a la primera plantilla 'amarilla' en un principio, también del UB La Palma, para paliar la baja de Savané, regresó al equipo palmero.
En 2013 ficha por Breogán en la liga LEB oro. Permanece tres temporadas con el conjunto lucense. En septiembre de 2016 se incorporó al San Pablo Burgos en la liga LEB oro. Con el equipo burgalés consigue el retorno a la ACB al final de la temporada.
Tras tres temporadas en el equipo burgalés, en julio de 2019 fichó por el Iberostar Tenerife, club en el que permaneció hasta 2021.
El 16 de agosto de 2021, firma por el Baloncesto Fuenlabrada de la Liga Endesa por dos temporadas.
El 22 de julio de 2022, regresa al San Pablo Burgos para jugar en Liga LEB Oro.
El 1 de agosto de 2023, firma por el Lenovo Tenerife de la Liga Endesa.
El 22 de julio de 2024, firma por el Club Baloncesto Lucentum Alicante de la Liga LEB Oro.

## Selección española
Fue internacional con España en las categorías sub-18 y sub-16, donde se llegó a colgar la medalla de plata en el Europeo de Creta en el año 2007.

## Trayectoria deportiva
- Categorías inferiores delnColegio Nuryana de La Laguna
- Categorías inferiores de Unelco Tenerife
- CB Gran Canaria "B" (2008-2010)
- UB La Palma (2010-2011)
- Gran Canaria 2014 (2011)
- UB La Palma (2011-2012)
- Cáceres Patrimonio de la Humanidad (2012-2013)
- CB Breogán (2013-2016)
- San Pablo Burgos (2016-2019)
- Iberostar Tenerife (2019-2021)
- Baloncesto Fuenlabrada (2021-2022)
- San Pablo Burgos (2022-2023)
- Lenovo Tenerife (2023-2024)
- Club Baloncesto Lucentum Alicante (2024- )